# Christian Knees
Christian Knees (ur. 5 marca 1981 w Bonn) – niemiecki kolarz szosowy, zawodnik profesjonalnej grupy UCI ProTeams Team Ineos.
Zwycięzca Rund um Köln (2006) i Bayern Rundfahrt (2008). Drugi kolarz wyścigu Sachsen-Tour (2005). Jest mistrzem Niemiec ze startu wspólnego w 2010.

## Najważniejsze zwycięstwa i sukcesy
2005
- 2. miejsce w Sachsen-Tour

2006
- 1. miejsce w Rund um Köln

2007
- 2. miejsce w mistrzostwach Niemiec (start wspólny)

2008
- 1. miejsce w Bayern Rundfahrt
- 2. miejsce w Sparkassen Giro Bochum
- 9. miejsce w Tour de Suisse

2009
- 3. miejsce w Rund um den Finanzplatz Eschborn-Frankfurt
- 10. miejsce w Amstel Gold Race

2010
- 1. miejsce w mistrzostwach Niemiec (start wspólny)